# Đau tinh hoàn
Đau tinh hoàn, còn được gọi là đau bìu, xảy ra khi một phần hoặc toàn bộ một hoặc cả hai tinh hoàn bị đau. Đau ở bìu cũng thường đi kèm. Đau tinh hoàn có thể khởi phát đột ngột hoặc kéo dài.